# 郷元駅
郷元駅（ヒャンウォンえき）は朝鮮民主主義人民共和国平安南道徳川市にある、朝鮮民主主義人民共和国鉄道省平徳線および長上線の駅。

## 隣の駅
朝鮮民主主義人民共和国鉄道省
平徳線
徳川駅 - 郷元駅 - 杜日嶺駅
長上線
郷元駅 - 長上駅